# Anthophora squammulosa
|  | Dieser Artikel wurde aufgrund von formalen oder inhaltlichen Mängeln in der Qualitätssicherung Biologie im Abschnitt „Insekten“ zur Verbesserung eingetragen. Dies geschieht, um die Qualität der Biologie-Artikel auf ein akzeptables Niveau zu bringen. Bitte hilf mit, diesen Artikel zu verbessern! Artikel, die nicht signifikant verbessert werden, können gegebenenfalls gelöscht werden. Lies dazu auch die näheren Informationen in den Mindestanforderungen an Biologie-Artikel. Begründung: Merkmale der Art fehlen.--BS Thurner Hof (Diskussion) 07:56, 24. Okt. 2017 (CEST) (CEST) |

Anthophora squammulosa ist eine Biene aus der Familie der Echten Bienen (Apidae).

## Vorkommen und Lebensweise
Die Art ist in Nicaragua verbreitet, und insbesondere am Vulkan Masaya in besonderer Dichte vorkommend. Die Weibchen legen dort ihre Nester im Erdboden in etwa 30 cm Tiefe an. Wie die Bienen mit der hohen Schwefeldioxidbelastung und dem daraus resultierenden sauren Regen, die vom Vulkan ausgehen, zurechtkommen, ist noch nicht erforscht. Pollen wird fast ausschließlich von den weißen Blüten der Melanthera nivea gesammelt.

## Belege
- Integrated Taxonomic Information System
- Devi Shastri: This bee lives on the edge—of an active volcano. In: Science. 2016, doi:10.1126/science.aag0711.